# یاسوهیرو ایریئه
یاسوهیرو ایریئه (انگلیسی: Yasuhiro Irie؛ زادهٔ ۳۰ مارس ۱۹۷۱) پویانما، طراح شخصیت، کارگردان پویانمایی اهل ژاپن است.